# Emanet
Emanet (Legacy, em inglês) é uma série de televisão turca produzida pela Karamel Yapım  e exibida pelo Kanal 7 que estreou dia 7 de setembro de 2020.

## Sinopse
Seher (Sıla Türkoğlu) é uma garota humilde que reside com seu pai idoso. A sua vida muda por completo com a morte da irmã Kevser, a quem há muito tempo não tinha contato devido ao rompimento entre ela e o pai das duas. Mas antes de partir, ela pede que a irmã caçula cuide de seu filho, o pequeno Yusuf (Berat Rüzgar Özkan). Porém, para Seher não será fácil ficar a cargo de seu sobrinho, uma vez que o mesmo está sob os cuidados de seu tio paterno, Yaman Kırımlı (Halil İbrahim Ceyhan), um homem fechado para os sentimentos e que nutre um ódio profundo por todas as mulheres e que não tem intenção nenhuma de conceder a guarda da criança. Decidida a lutar por Yusuf, Seher entra em uma disputa mortal com Yaman pela guarda da criança, porém neste jogo há pessoas concentradas em dificultar as coisas para eles. No meio desse conflito, a única saída para Seher e Yaman é se unirem a fim de protegerem seu legado. 

## Elenco
| Ator                 | Personagem            |
| -------------------- | --------------------- |
| Halil İbrahim Ceyhan | Yaman Kırımlı         |
| Sıla Türkoğlu        | Seher Kerimoğlu       |
| Berat Rüzgar Özkan   | Yusuf Kırımlı         |
| Gülderen Güler       | Kiraz/Mariam Gündoğdu |
| Melih Özkaya         | Ali Sargun            |
| Tolga Pancaroğlu     | Ziya Kırımlı          |
| Gülay Özden          | Ikbal Kırımlı         |
| Ozman Aydın          | Selim                 |
| Hilal Yıldız         | Zuhal Akçalı          |
| Gözde Gürkan         | Begüm                 |
| Ömer Gecü            | Cenger                |
| Ali Çakalgöz         | Arif Baba             |
| Binnaz Ekren         | Adalet                |
| Hayat Olcay          | Nadire                |
| Oğuz Yağci           | Nedim                 |
| Adnan M.Ali Aslan    | Ibo/Ibrahim           |
| Derya Oğuz Ertün     | Fırat                 |
| Özge Ağyar           | Kara                  |
| Zeynep Naz Eyüboğlu  | Neslihan              |
| Volkan Yıldırım      | Kirpi                 |
| Atilla Pekdemir      | Osman                 |
| Ferda Işıl           | Sultan                |